# Jeme Tien Yow
Jeme Tien Yow (詹天佑, 26 avril 1861 – 24 avril 1919) est un ingénieur ferroviaire chinois. Ayant fait ses études aux États-Unis, il est l'ingénieur en chef responsable de la construction de la ligne impériale Pékin-Kalgan (de Pékin à Zhangjiakou), la première voie ferrée construite en Chine sans assistance étrangère. Pour ses contributions à l’ingénierie ferroviaire chinoise, Jeme est encore aujourd'hui considéré comme le « Père du rail chinois ».

## Jeunesse et formation
Jeme Tien Yow est né dans la préfecture de Nam-hoi (actuel district de Liwan à Guangzhou) au Guangdong. Sa famille est originaire du comté de Wuyuan dans la préfecture de Hui (qui est ensuite transférée dans la province de l'Anhui mais est aujourd'hui située dans la province du Jiangxi). En 1872, alors âgé de 12 ans, il est choisi par des fonctionnaires des Qing pour être envoyé étudier aux États-Unis dans le cadre de la mission d'éducation chinoise. Membre d'un groupe de 30 enfants du même âge, il débarque au Connecticut. Après avoir suivi les cours d'une école primaire de New Haven, il entre dans un collège de la ville, puis est admis en 1878 à l'université Yale. Son domaine principal est l'ingénierie civile, avec un accent mis sur la construction ferroviaire, et il reçoit son diplôme en 1881. Il est considéré comme chanceux parce que quelques mois plus tard, le gouvernement des Qing décide de rappeler tous ses étudiants des États-Unis. Parmi ceux qui ont été envoyés, seul lui et un autre étudiant ont eu le temps de terminer leurs études.

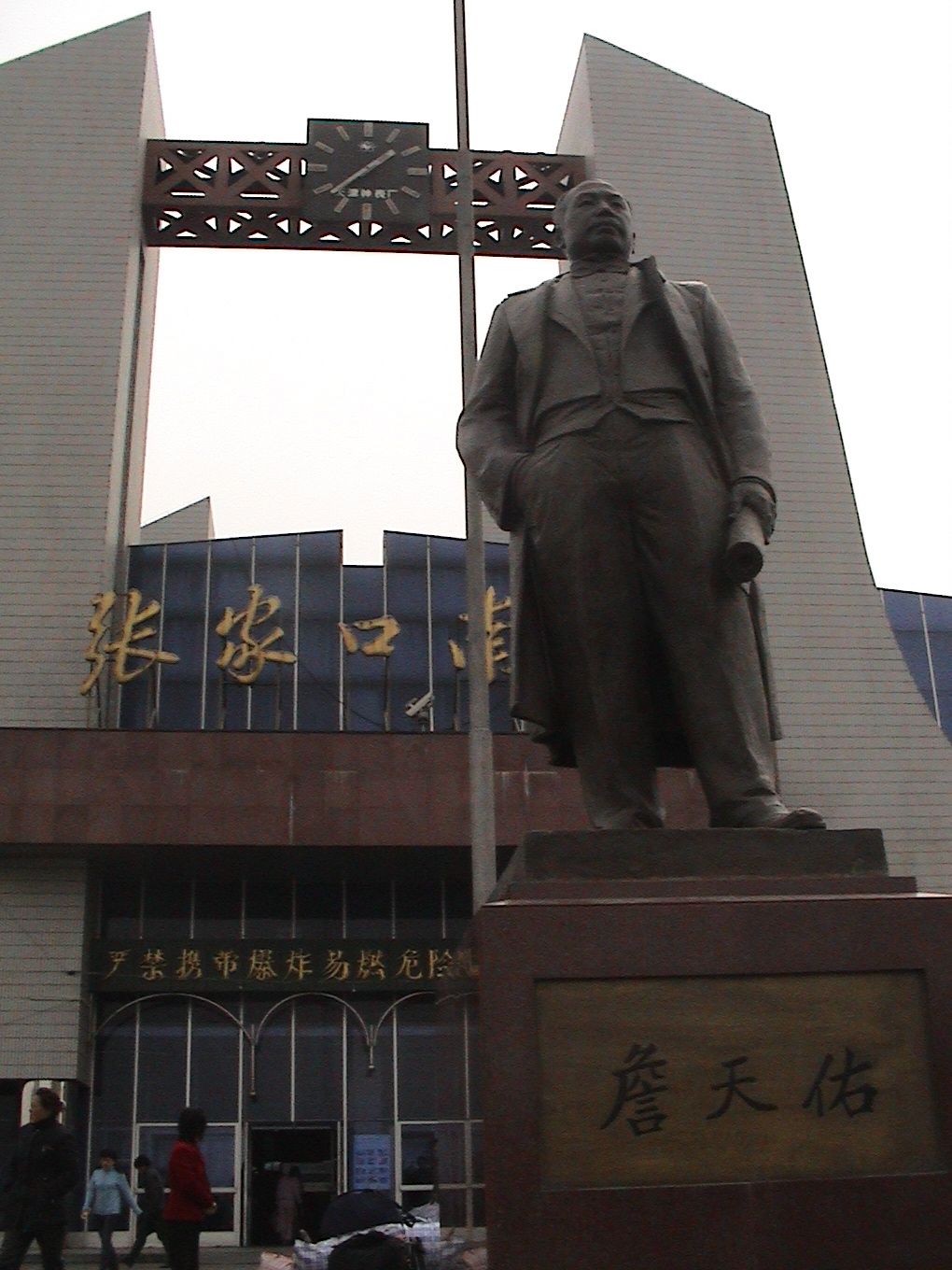
Statue de Jeme Tien Yow à la gare de Zhangjiakou.

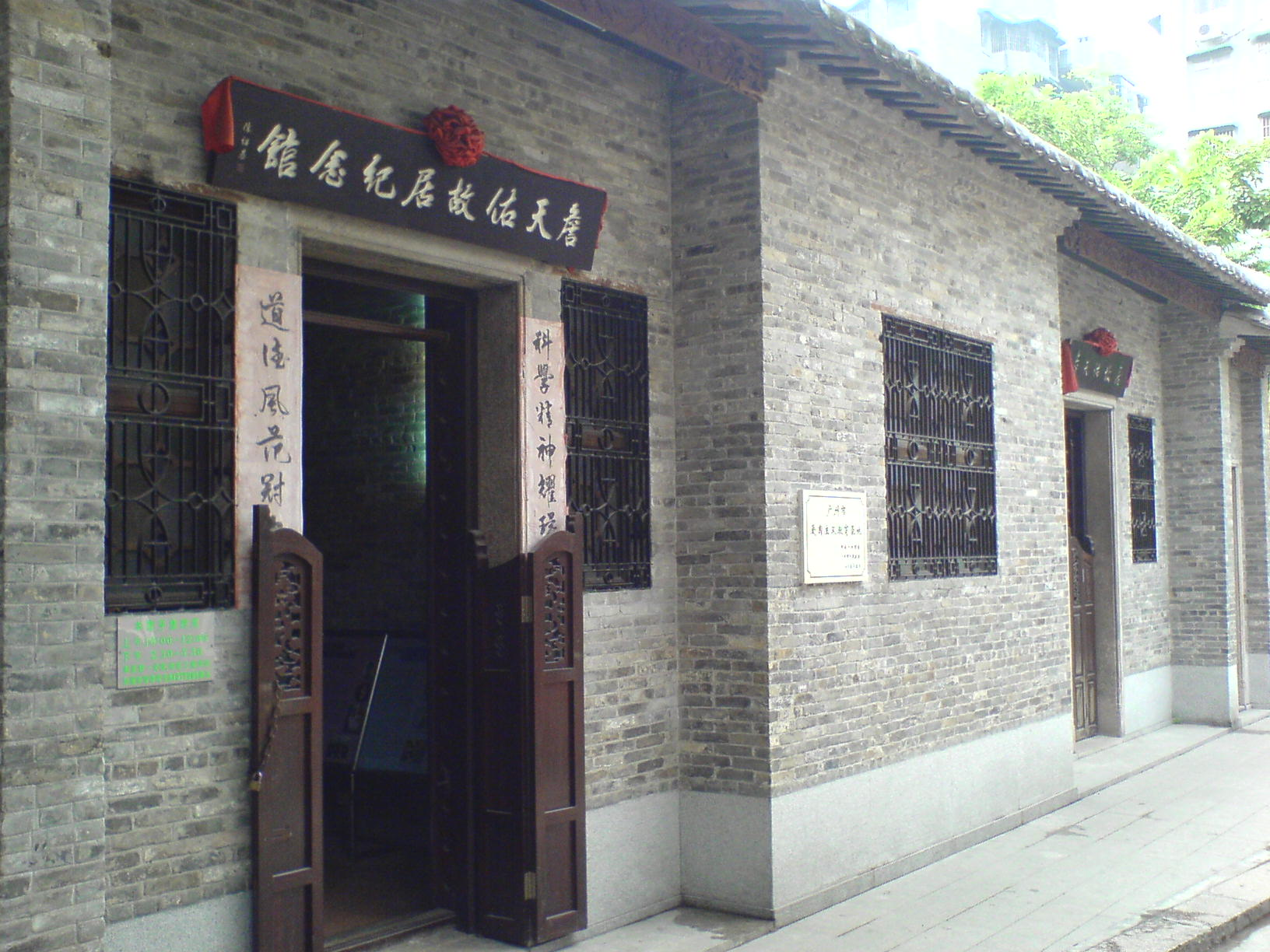
Ancienne maison de Jeme Tien Yow à Canton (Guangzhou).

## Carrière
Les fonctionnaires du gouvernement Qing pensent que le comportement de ces étudiants partis à l'étranger n'est « plus chinois ». Ils ont adopté de nombreuses pratiques occidentales comme le fait de jouer au baseball et de porter des chemises et des pantalons à la place des robes traditionnelles et ont coupé leurs queues de cheval. Au lieu d'exploiter les connaissances qu'ils ont apprise, le gouvernement les envoie tous, sauf Jeme, travailler comme traducteurs ou comme officiers de la nouvelle marine impériale chinoise. Jeme est envoyé à l'arsenal de Fuzhou. Quelques années plus tard, en 1884, la marine impériale du port est détruite durant la guerre franco-chinoise.
En 1888, Jeme a finalement l'opportunité de réaliser son rêve de devenir ingénieur. Le vice-roi Li Hongzhang de Pékin est alors en train de construire une voie ferrée qui doit relier à terme Tientsin aux mines de charbon de Tangshan. Un ingénieur britannique, Claude Kinder, est embauché comme ingénieur en chef de la voie. Grâce à ses relations avec ses anciens camarades d'études travaillant à Pékin, Jeme rejoint Kinder en tant qu'ingénieur interne. Il est très vite promu ingénieur, puis ingénieur de district. La ligne ferrée sur laquelle il travaille est plus tard allongée pour devenir la ligne Pékin-Mukden. Il passe 12 ans sur différentes sections de cette voie avant sa prochaine affectation majeure.
En 1902, Yuan Shikai décide de construire une ligne spéciale pour l'impératrice douairière Cixi pour lui permettre de visiter les tombes de ses ancêtres royaux. Kinder est d'abord le candidat principal pour diriger ce travail, mais les Français s'opposent au fait qu'un Anglais soit assigné à ce poste. Finalement, Jeme est choisi comme ingénieur en chef de cette ligne de 37 km. Il réussit à construire la ligne ferrée avec un budget et un délai très réduit. L'impératrice est enchantée et il lui est donné l'autorisation de construire d'autres chemins de fer dans le pays.
En 1905, le gouvernement des Qing décide de construire une ligne entre la capitale Pékin et l'importante ville commerciale de Kalgan au Nord. Cette voie doit être de grande importance stratégique pour le gouvernement. La décision est prise de la construire sans assistance étrangère. Les capitaux devront venir du gouvernement, et aucun ingénieur étranger ne sera employé. Jeme est de nouveau nommé ingénieur en chef des travaux. Au début, quelques personnes sont sceptiques quant à la capacité du gouvernement à construire une voie ferrée de lui-même dans les rudes montagnes du Nord de Pékin. Cependant, Jeme démontre qu'il est un ingénieur compétent et termine les travaux deux ans plus tôt que prévu et avec un budget inférieur à celui anticipé. Il inclut à la voie une section en zigzag près de la gare de Qinglongqiao pour surmonter une pente raide. Pendant la réalisation du tunnel de Badaling, il accélère la construction en forant un puits vertical sur le trajet. Cela double le nombre d'équipe de creusage. Il est aussi considéré comme conseiller technique pour la construction du pont de Lo Wu (en) en 1906 pendant la réalisation de la ligne Kowloon-Canton.

## Reconnaissance
Jeme devient plus tard membre de l'académie des Arts du Nord du Royaume-Uni (en) en 1909. Il est l'un des membres fondateurs de l'institut chinois d'ingénierie, et reçoit un doctorat honorifique de l'université de Hong Kong en 1916.

## Fin de vie
Jeme meurt à Hankou en 1919 à l'âge de 58 ans, et est enterré à la gare de Qinglongqiao, là où la ligne Pékin-Kalgan passe la Grande Muraille et les rudes montagnes du Nord de Pékin. Un musée est également ouvert pour honorer ses réalisations.